# Jasmin Coratti
Jasmin Coratti (Silandro, 5 agosto 2001) è una snowboarder italiana specializzata in slalom parallelo e slalom gigante parallelo.

## Biografia
Ha ottenuto la prima vittoria in Coppa del Mondo il 12 dicembre 2024 nel gigante parallelo di Carezza. Ai Mondiali di Engadina 2025 ha vinto la medaglia d'argento nello slalom parallelo a squadre, in coppia con Gabriel Messner.

## Palmarès

### Mondiali juniores
- 1 medaglia:
  - 1 bronzo (slalom gigante parallelo a Rogla 2019)

### Coppa del Mondo
- Miglior piazzamento nella Coppa del Mondo di parallelo: 7ª nel 2025
- 4 podi:
  - 1 vittoria
  - 1 secondo posto
  - 2 terzi posti

#### Coppa del Mondo - vittorie
| Data             | Luogo   | Paese  | Disciplina |
| ---------------- | ------- | ------ | ---------- |
| 12 dicembre 2024 | Carezza | Italia | PGS        |

Legenda:

PGS = Slalom gigante parallelo